# Walter Beyerlin

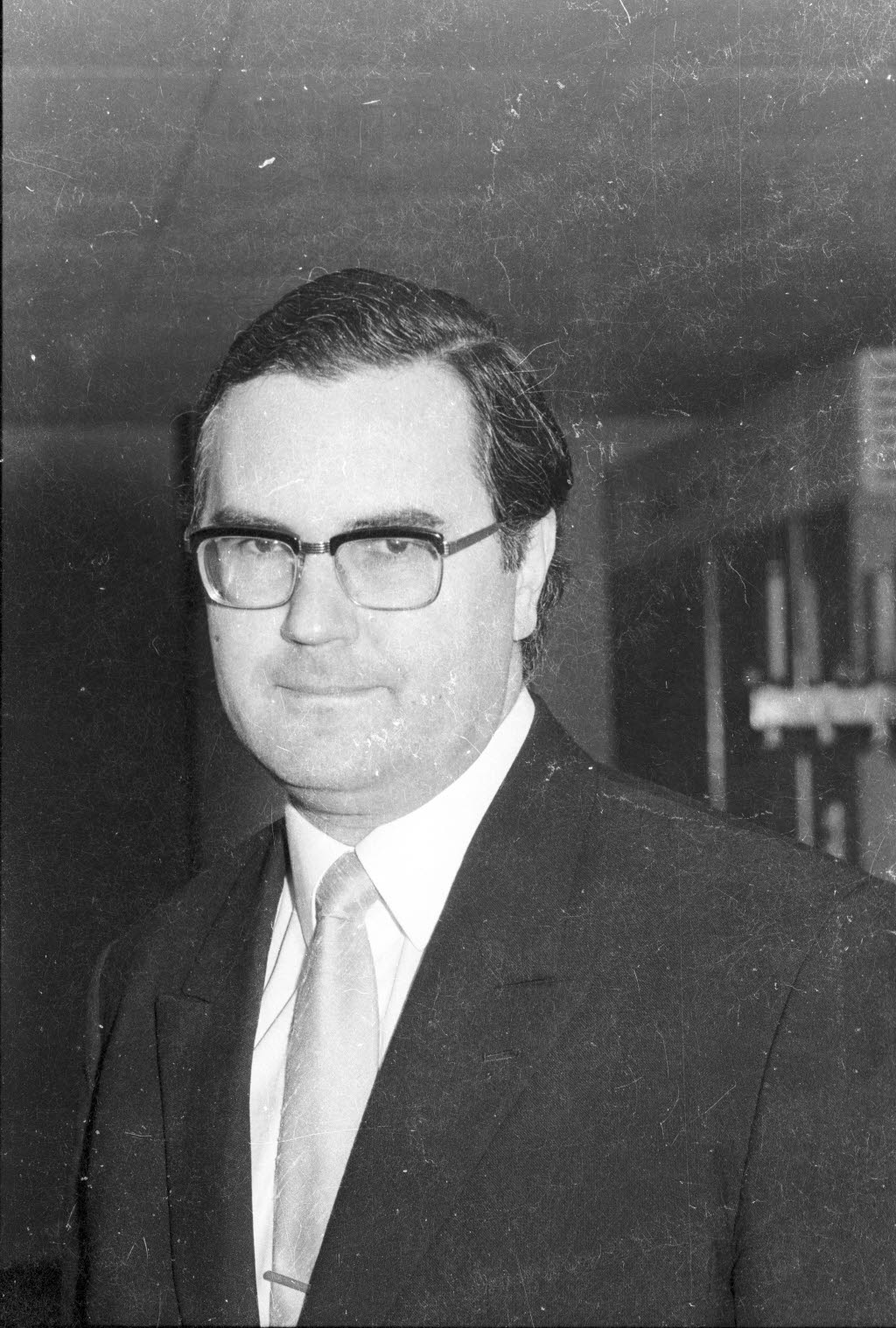
Walter Beyerlin (1967)

Walter Beyerlin (* 23. Juni 1929 in Reutlingen; † 9. Dezember 2015 in Münster) war ein deutscher evangelischer Theologe und Alttestamentler. Er war Lehrstuhlinhaber der Universitäten in Kiel und Münster.

## Leben und Wirken
Noch während seiner Schulzeit am Seminar Blaubeuren wurde Walter Beyerlin zum Kriegsnotdienst eingezogen und geriet in Kriegsgefangenschaft. Er holte 1949 das Abitur nach. Im Anschluss an ein sogenanntes kirchliches Dienstjahr trat er 1950 ins Tübinger Stift ein. Bis 1954 studierte Beyerlin evangelische Theologie in Tübingen, Göttingen und Basel, außerdem Arabisch und Akkadisch an der Eberhard Karls Universität Tübingen. Er schloss das Studium ab mit der ersten evangelisch-theologischen Dienstprüfung der Württembergischen Landeskirche (1954), worauf er als Vikar und Pfarrverweser in Ulm und Stuttgart tätig war. Außerdem arbeitete er als Hilfsreferent im württembergischen Oberkirchenrat sowie als Stiftsrepetent in Tübingen.
1955/56 bekam Beyerlin die Gelegenheit zu einem Post-Graduate-Studium an der Universität Edinburgh (bei Norman Porteous). Er kehrte nach Tübingen zurück und wurde 1956 mit der Arbeit Die Kulttraditionen Israels in der Verkündigung des Propheten Micha zum Dr. theol. promoviert. Als Assistent von Artur Weiser habilitierte er sich 1960 in Tübingen mit der Arbeit Die jahwistischen und elohistischen Sinaiüberlieferungen traditionsgeschichtlich untersucht (1961 veröffentlicht unter dem Titel Herkunft und Geschichte der ältesten Sinaitraditionen). Darin versuchte er, eine Reihe von Traditionen in die vorstaatliche Zeit Israels zurückzuverfolgen, nämlich den Gottesnamen JHWH, die Konzeption der Gottesepiphanie, des Bundesschlusses, Elemente des Dekalogs und des Kultes. Diese Arbeit fand internationale Beachtung; 1965 erschien in Oxford eine englische Übersetzung.
Von 1963 bis 1973 war Walter Beyerlin ordentlicher Professor für Altes Testament an der Christian-Albrechts-Universität zu Kiel. Er wandte sich zunehmend der Psalmenforschung zu und veröffentlichte mehrere Monographien zu einzelnen Psalmen. 1966 hatte er Astrid Gottfriedsen geheiratet.
Im Jahr 1973 folgte Beyerlin einem Ruf an die Westfälische Wilhelms-Universität Münster, wo er bis zu seiner Emeritierung 1994 eine Professur für Altes Testament innehatte. Hier kam als neuer Schwerpunkt die Zusammenarbeit mit der Altorientalistik, insbesondere der Ugarit-Forschung, hinzu. Frucht dieser interdisziplinären Zusammenarbeit war das 1975 von Beyerlin mitherausgegebene Religionsgeschichtliche Textbuch zum Alten Testament.

## Veröffentlichungen (Auswahl)
- Die Kulttraditionen Israels in der Verkündigung des Propheten Micha. 1959.
- Herkunft und Geschichte der ältesten Sinaitraditionen. 1961.
- Die Rettung der Bedrängten in den Feindpsalmen der Einzelnen auf institutionelle Zusammenhänge untersucht (= Forschungen zur Religion und Literatur des Alten und Neuen Testaments. Band 99). Vandenhoeck & Ruprecht, Göttingen 1970 (online)
- als Hrsg.: Religionsgeschichtlicher Textband zum Alten Testament. 1975; 2. Auflage 1985.
- als Hrsg.: Grundrisse zum Alten Testament. 1975 ff.
- Wir sind wie Träumende. Studien zum 126. Psalm. 1978.
- Werden und Wesendes 107. Psalms. 1979.
- Der 52. Psalm. Studien  zu seiner Einordnung. 1980.
- Wider die Hybris des Geistes. Studien zum 131. Psalm. 1982.
- Weisheitlich-kulturelle Heilsordnung. Studien zum 15. Psalm. 1985.
- Weisheitliche Vergewisserung mit Bezug auf den Zionskult. Studien zum 125. Psalm (= Orbis biblicus et orientalis. Band 68). Vandenhoeck & Ruprecht, Göttingen 1985 (online).
- Bleilot, Brecheisen oder was sonst? Revision einer Amosvision. Vandenhoeck & Ruprecht, Göttingen 1988.
- Reflexe der Amosvisionen im Jeremiabuch. Vandenhoeck & Ruprecht, Göttingen 1989.
- Im Licht der Traditionen. Psalm LXVII und CXV. Ein Entwicklungszusammenhang. Brill, Leiden 1992.